# 納塔爾短額鮃
納塔爾短額鮃為輻鰭魚綱鰈形目鰈亞目鮃科的其中一種，為亞熱帶海水魚，分布於西印度洋南非納塔爾海域，棲息深度可達50公尺，體長可達6公分，棲息在泥底質底層水域，生活習性不明。

## 扩展阅读
維基物種上的相關：納塔爾短額鮃